# Nanoordinador
Un nanoordinador fa referència a un ordinador més petit que el microordinador, que és més petit que el miniordinador.
Els components microelectrònics que són al nucli de tots els dispositius electrònics moderns utilitzen transistors semiconductors. El terme nanoordinador s'utilitza cada cop més per referir-se a dispositius informàtics generals de mida comparable a una targeta de crèdit. Els ordinadors moderns d'una sola placa com el Raspberry Pi i el Gumstix entrarien dins d'aquesta classificació. Podria dir-se que els telèfons intel·ligents i les tauletes també es classificarien com a nanoordinadors.

## Futurs ordinadors amb característiques inferiors a 10 nanòmetres
La contracció de les matrius ha estat més o menys contínua des del 1970 aproximadament. Uns anys més tard, el procés de 6 μm va permetre la fabricació d'ordinadors d'escriptori, coneguts com a microordinadors. La llei de Moore, en els següents 40 anys, va aportar característiques d'1/100 de la mida, o deu mil vegades més transistors per mil·límetre quadrat, posant els telèfons intel·ligents a totes les butxaques. Finalment, es desenvoluparan ordinadors amb peces fonamentals que no siguin més grans que uns pocs nanòmetres.
Els nanoordinadors es poden construir de diverses maneres, utilitzant nanotecnologia mecànica, electrònica, bioquímica o quàntica. Abans hi havia consens entre els desenvolupadors de maquinari que és poc probable que els nanoordinadors estiguin fets de transistors semiconductors, ja que semblen funcionar significativament menys bé quan es redueixen a mides inferiors a 100 nanòmetres. No obstant això, els desenvolupadors van reduir les característiques del microprocessador de 22 nm a l'abril de 2012. A més, les perspectives tecnològiques de 5 nanòmetres d'Intel prediuen una mida característica de 5 nm per al 2022. La Full de ruta tecnològica internacional per a semiconductors de la dècada del 2010 va donar un consens industrial sobre l'escalat de característiques seguint la llei de Moore. Una longitud d'enllaç silici-silici és de 235,2 pm, la qual cosa significa que un transistor de 5 nm d'amplada tindria 21 àtoms de silici d'amplada.